# 海風 UMIKAZE
「海風 UMIKAZE」（うみかぜ）は、2002年5月30日にリリースされた、原田真二通算34作目のシングル。

## 概要
- 2000年より松田聖子の音楽制作に携わった原田。
- 約3年8か月ぶりのシングルは、日韓合作映画『白神渡海』の主題歌。
- 個人レーベルからのリリース。
- 原田が主催する環境チャリティ「鎮守の杜コンサート」で、開催地の地元の和太鼓チームを従えて演奏することが多かった。
- 挿入歌は自身がプロデュースした松田聖子「愛の歌」（"The song of love"としてアルバム『Sunshine』に収録）。

### 映画「白神渡海」
物語は豊臣秀吉の朝鮮出兵から始まり、日本に渡ってきた朝鮮人陶工が、朝鮮の技術と日本の伝統美を融合させて更に優れた白磁を完成させ、（佐賀県）有田焼・伊万里焼として世界の海を渡った、『白神渡海』李参平の平和と愛の物語。

## 収録曲
- 全作詞・作曲・編曲：原田真二

1. 海風 UMIKAZE　（3分28秒）
  - 映画「白神渡海」主題歌
2. 海風（Instrumental）（1分55秒）
3. 海風（カラオケ）